# Czyżew (województwo wielkopolskie)
Czyżew – wieś w Polsce, położona w województwie wielkopolskim, w powiecie konińskim, w gminie Rychwał.
| SIMC    | Nazwa   | Rodzaj    |
| ------- | ------- | --------- |
| 0293255 | Czajków | część wsi |

W latach 1975–1998 miejscowość administracyjnie należała do województwa konińskiego.
W 1896 w Czyżewie urodził się Adam Cybulski, polski inżynier i wykładowca akademicki.